# 西爾氏犁齒䲁
西爾氏犁齒䲁（學名：Entomacrodus sealei），又稱西爾氏間頸鬚䲁，為輻鰭魚綱鳚形目䲁科犁齒䲁屬的一種，分布於太平洋馬里亞納群島、加羅林群島至萊恩群島和皮特凱恩群島海域，深度0至3公尺，本魚體延長形，稍側扁，似圓柱狀，頭鈍短，頭頂無冠膜，頸部無葉片狀皮瓣，僅有一低皮褶，鼻鬚掌狀分支，眼上有觸鬚，上唇邊緣內側光滑，背鰭與尾柄相連，背鰭硬棘13枚、背鰭軟條14-16枚、臀鰭硬棘2枚、臀鰭軟條16-17枚，體長可達8公分，棲息於潮間帶岩石及珊瑚礁，當遇到危險時會以一前一後的跳躍方式在潮池間移動，雌魚產附著性卵，雄魚有護卵行為，幼魚為浮游性，生活習性不明。